# إيروين (ميزوري)
إيروين (بالإنجليزية: Irwin)‏ هي إحدى المجتمعات الفردية (غير مصنفة) في ولاية ميزوري في الولايات المتحدة الأمريكية.